# Роско (Небраска)
Роско (англ. Roscoe) — переписна місцевість (CDP) в США, в окрузі Кейт штату Небраска. Населення — 44 особи (2020).

## Географія
Роско розташоване за координатами 41°7′54″ пн. ш. 101°35′7″ зх. д. / 41.13167° пн. ш. 101.58528° зх. д. (41.131613, -101.585195).  За даними Бюро перепису населення США в 2010 році переписна місцевість мала площу 0,41 км², уся площа — суходіл.

## Демографія
Згідно з переписом 2010 року, у переписній місцевості мешкали 63 особи в 23 домогосподарствах у складі 16 родин. Густота населення становила 155 осіб/км².  Було 32 помешкання (79/км²).
Расовий склад населення:
| - 95,2 % — білих - 1,6 % — осіб інших рас |

До двох чи більше рас належало 3,2 %. Частка іспаномовних становила 4,8 % від усіх жителів.
За віковим діапазоном населення розподілялося таким чином: 28,6 % — особи молодші 18 років, 61,9 % — особи у віці 18—64 років, 9,5 % — особи у віці 65 років та старші. Медіана віку мешканця становила 32,5 року. На 100 осіб жіночої статі у переписній місцевості припадало 90,9 чоловіків;  на 100 жінок у віці від 18 років та старших — 87,5 чоловіків також старших 18 років.
Цивільне працевлаштоване населення становило 14 особи. Основні галузі зайнятості: освіта, охорона здоров'я та соціальна допомога — 50,0 %, будівництво — 50,0 %.